# Luci Flavi (cònsol)
Luci Flavi (en llatí: Lucius Flavius) va ser un senador i polític de finals de la República i als inicis de l'Imperi Romà.
Era partidari de Marc Antoni, segons diu Cassi Dió. Va ser nomenat cònsol sufecte l'any 33 aC, succeint a Publi Antoni Pet l'1 de juliol d'aquell any. Només va exercir com a magistrat un sol dia juntament amb Gai Fonteu Capitó abans de ser substituït per Marc Acili Aviola.

## Refeències
1. ↑  Cassi Dió. Historia romana (Ῥωμαικὴ ἱστορία), XLIX, 44, 3
2. ↑  Broughton, T. Robert S. The magistrates of the Roman Republic : vol. 2, 99 B.C.-31 B.C.  Nova York: American Philological Association, 1952, p. 413.